# 前285年
| 千纪： | 前1千纪 |
| 世纪： | 前4世纪 \| 前3世纪 \| 前2世纪 |
| 年代： | 前310年代 \| 前300年代 \| 前290年代 \| 前280年代 \| 前270年代 \| 前260年代 \| 前250年代                                                     |
| 年份： | 前290年 \| 前289年 \| 前288年 \| 前287年 \| 前286年 \| 前285年 \| 前284年 \| 前283年 \| 前282年 \| 前281年 \| 前280年                       |
| 纪年： | 周赧王三十年 魯後文公十八年 齊湣王十六年 趙惠文王十四年 魏昭王十一年 韓釐王十一年 秦昭襄王二十二年 楚頃襄王十四年 衛懷君八年 燕昭王二十九年 |

## 大事记
- 秦昭襄王會楚頃襄王於宛，會趙惠文王於中陽。
- 秦蒙武攻齊，取9城。
- 齊湣王既滅宋而驕，乃南侵楚，西侵三晉，欲並东周、西周二周，為天子。狐咺正議，斫之檀衢，陳舉直言，殺之東閭。